# Seconde frappe
Dans la stratégie nucléaire, une capacité de seconde frappe est la capacité assurée d'un pays à réagir à une attaque nucléaire avec de puissantes représailles nucléaires contre l'attaquant. Avoir une telle capacité (et convaincre un adversaire de sa viabilité) est considéré comme un élément essentiel de la dissuasion nucléaire, faute de quoi l'autre partie pourrait tenter de gagner une guerre nucléaire en une première frappe massive contre les forces nucléaires de son adversaire.

## Théorie
Face à la tentation de lancer une attaque nucléaire surprise pour neutraliser les capacités nucléaires d'un pays, la possession de capacités de seconde frappe permet de contrer une telle première frappe en garantissant une riposte stratégique et peut soutenir une stratégie nucléaire sans première utilisation. Les capacités réciproques de frappe secondaire donnent généralement lieu à une stratégie de défense de destruction mutuellement assurée bien qu'une des parties puisse avoir une réaction de dissuasion de niveau inférieur.
Les capacités de seconde frappe peuvent être encore renforcées par la mise en œuvre de mécanismes type « échec mortel ». Ces mécanismes créent un seuil et garantissent les conséquences si ce seuil est dépassé. Par exemple, un seuil peut être qu'une nation alliée ne soit pas attaquée. Si une nation rivale dépasse alors ce seuil en attaquant la nation alliée, les conséquences prédéterminées pour cette action entrent en vigueur. Ces conséquences prédéterminées pourraient inclure un large éventail de réponses, notamment une seconde frappe nucléaire de représailles.

## Mise en oeuvre

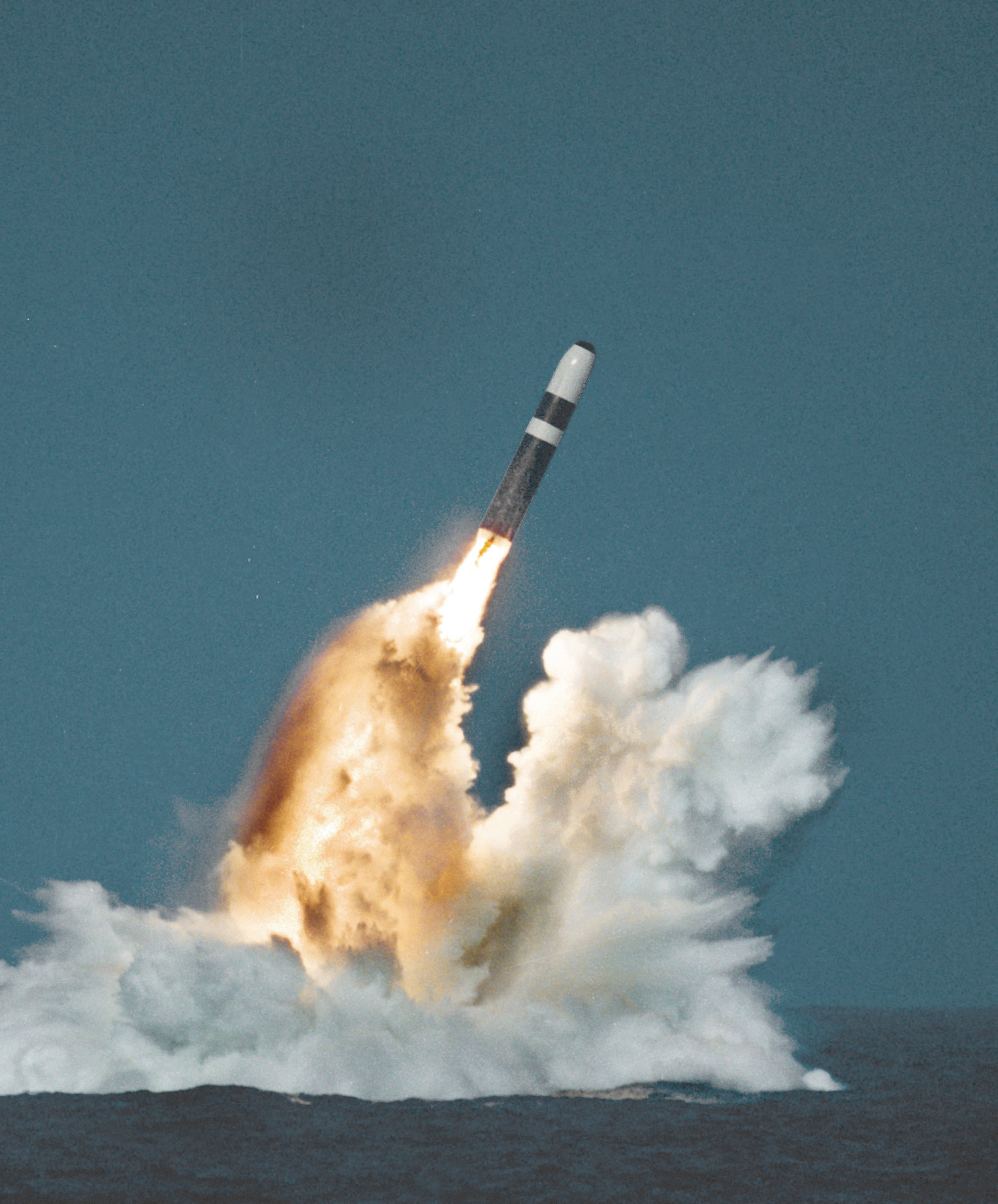
Un missile Trident II lancé depuis un sous-marin de la classe Vanguard de la Royal Navy.

L’objectif crucial du maintien des capacités de seconde frappe consiste à empêcher les attaques de première frappe de détruire l’arsenal nucléaire d’un pays. De cette manière, un pays peut exercer des représailles nucléaires même après avoir subi une attaque nucléaire. Les États-Unis et d'autres pays ont diversifié leurs arsenaux nucléaires dans le cadre de la triade nucléaire afin de mieux assurer la capacité de frappe de seconde frappe.
Les missiles balistiques lancés par des sous-marins sont la méthode traditionnelle mais très coûteuse de fournir une capacité de frappe secondaire, bien qu’ils aient besoin d’être appuyés par une méthode fiable permettant d’identifier l’attaquant. L'utilisation de SLBM en tant que seconde frappe pose un grave problème, les représailles d'un ICBM lancé par un sous-marin fait en sorte que le mauvais pays pourrait être ciblé et provoquer une escalade du conflit. Cependant, la mise en œuvre de la seconde frappe est essentielle pour dissuader une première attaque. Les pays dotés d’armes nucléaires ont pour objectif principal de convaincre leurs adversaires qu’une première frappe ne vaut pas la peine de faire face à une seconde frappe. Ces pays ont de nombreux mécanismes de lancement, des réponses préparées à divers scénarios d’attaque nucléaire, des mécanismes de lancement dans de nombreuses régions du pays et des installations de lancement souterraines spécialement conçues pour résister à une attaque nucléaire.[réf. nécessaire]
Le lancement sur alerte est une stratégie de représailles contre les armes nucléaires qui a été reconnue pendant la Guerre froide entre le bloc de l'Ouest et le bloc de l'Est. En plus de la triade nucléaire, les pays déploient un système d'alerte précoce, qui détecte les missiles nucléaires qui arrivent. Cela donne à ces pays la capacité et la possibilité de lancer une seconde frappe de représailles avant que la première frappe nucléaire ne frappe l'une de ses cibles. C'est une autre méthode pour renforcer les capacités de seconde frappe et dissuader une première frappe d'une autre puissance nucléaire.
En raison de la faible précision (écart circulaire probable) des missiles balistiques intercontinentaux de première génération, en particulier des missiles balistiques lancés par des sous-marins, la seconde frappe n’était initialement possible que contre de très grandes cibles à contre-valeur non défendues, comme les villes. Des missiles de dernière génération dotés d'une précision bien améliorée ont permis des attaques de contre-force de deuxième frappe contre les installations militaires durcies de l'adversaire.[réf. nécessaire]

### Perimeter
Perimeter, également connu sous le nom de мертвая рука (« main morte ») en russe, est une dissuasion nucléaire russe développée pour lancer automatiquement des missiles balistiques en guise d'attaque de représailles si le système de commandement et de contrôle russe est détruit lors d'une attaque surprise de décapitation.
Le système remonte à 1974 en réponse aux craintes de l’Union soviétique concernant les frappes nucléaires dévastatrices des sous-marins américains. Il est devenu opérationnel en janvier 1985, avec des silos de lancement SS-17 à Vypolzovo (Yedrovo) et à Kostroma, situés respectivement à 100 et 150 km au nord-ouest de Moscou. Le système a été construit avec plusieurs couches de redondance, au cas où plusieurs couches de communications seraient détruites lors de la frappe initiale. L'autorisation de lancement serait transmise par radio UHF par des émetteurs enfouis sous terre. Le développement s'est poursuivi au fil des années, le système incorporant les nouveaux ICBM Topol-M RT-2PM2 en décembre 1990 et d'autres perfectionnements en 1996.
Les dirigeants russes craignaient que le système ne déclenche un lancement accidentel. Ils ont donc incorporé de nombreuses garanties dans sa conception :
1. Premièrement, le lien de commandement nucléaire Vyuga avec les dirigeants russes, et le système de communication sécurisé Kazbek doivent être interrompus. La perte simultanée des deux systèmes indiquerait que le poste de commandement national a été détruit et les dirigeants politiques tués.
2. Deuxièmement, il aurait fallu que l'état-major général augmente suffisamment le niveau de la menace pour qu'une autorisation préalable de lancement ait déjà été atteinte avant la perte de communication. Si cela n’avait pas été reçu, c’était aux opérateurs de missiles dans les silos d’annuler le lancement automatisé.
3. Troisièmement, la saisie collective des données provenant de divers capteurs est transmise à un serveur central. Cela comprenait des capteurs au sol et infrarouges conçus pour détecter les explosions autour des stations radar d’alerte, des postes de commandement et des silos. Le système a été délibérément conçu pour ne pas être lancé en cas de frappe moins importante d'alliés des Américains ou d'une puissance nucléaire asiatique, en raison de leur incapacité à mener une « guerre totale ». Le système a également été conçu pour exclure la possibilité d'un séisme ou d'une catastrophe naturelle en se référant aux données des stations de sismographe.

Malgré les capacités de lancement automatisées, le commandement et le contrôle nucléaires russes pourraient ordonner aux missiles de s'autodétruire en vol en cas de lancement accidentel. Les sous-marins russes n’auraient jamais été incorporés dans le système à cause des problèmes de communication inhérents qui pourraient en résulter.

### Citations
1. ↑  Siracusa 2008, p. 69
2. ↑  « False Alarms in the Nuclear Age — NOVA | PBS », sur www.pbs.org (consulté le 4 octobre 2016)